# Cementiri de les Gunyoles
El cementiri de les Gunyoles, anomenat cementiri municipal de Sant Salvador de les Gunyoles, és un cementiri d'Avinyonet del Penedès (Alt Penedès) situat al puig de la Mireta, als afores del poble de les Gunyoles.

## Descripció
Ocupa una parcela quadrangular, de 1.000 m², envoltada d'un mur perimetral emblanquinat. Entre dos pilars rematats per pinacles, hi ha la porta d'entrada al recinte, amb un enreixat de ferro, on hi consta la data 1884. Per l'orografia del terreny, el cementiri està disposat en bancals, amb petites escales.

## Història
El cementiri del poble estava inicialment al costat de l'església de Sant Salvador, fins al 1884, que es va construir l'actual, en uns terrenys que pertanyien a la vídua d'Antoni Rialp. El 9 de maig de 1934 va ser expropiat per l'Ajuntament, per la Llei de Secularització de Cementiris de 30 de gener de 1932. El 1939, un cop acabada la Guerra Civil, va ser lliurat a l'autoritat eclesiàstica. El 1940 es fa el camí del cementiri. Cap a finals de 1982 es va ampliar el cementiri i se'n va cedir l'administració a l'Ajuntament. Cap el 1996 es van tirar a terra diversos nínxols vells i se'n van fer de nous, quedant amb un total de 358 nínxols.